# Social Outcasts – Gewalt ist ihr Gesetz
Social Outcasts – Gewalt ist ihr Gesetz (Originaltitel: Pariah, Alternativtitel: Skinheads vs. Hooligans) ist ein US-amerikanisches Filmdrama aus dem Jahr 1998 von Regisseur Randolph Kret. Es behandelt das Thema rechtsextreme Skinheads.

## Handlung
Steves Freundin Sam wird vor seinen Augen von einer Horde asozialer Skinheads vergewaltigt. Die Afroamerikanerin begeht daraufhin Selbstmord. Steve kommt über den Verlust nicht hinweg und sinnt auf Rache. In den kommenden Monaten recherchiert er und entschließt sich, die Gruppe zu infiltrieren. Er wird ebenfalls Skinhead und versucht in die Gruppe zu gelangen. Dies gestaltet sich zunächst schwierig. Als er jedoch eines der Mädchen vor einer Bande von Schwarzen rettet, gelingt es ihm, in der Gruppe Fuß zu fassen. Er wird immer weiter in ihren Kreis gezogen. Die Gang zwingt ihn, einen Transvestiten zu töten. Er will aussteigen, doch bei einem Überfall wird der geistig behinderte Bruder von Skingirl Sissy getötet. Er tröstet Sissy und die beiden schlafen miteinander. 
Nach einem brutalen Überfall auf die Skinheadgang kommen die anderen Mitglieder hinter sein Geheimnis. Doch ein letztes Mal arbeitet die Gang zusammen, um sich an den Schwarzen zu rächen. Im Anschluss kommt es zu einer Schießerei in deren Verlauf der Anführer der Skinheads von einer Kugel getroffen wird. Steve flieht mit Sissy. Diese fährt mit dem Bus nach Seattle. Steve selbst versucht sein altes Leben hinter sich zu lassen. Die Skinheadgang formiert sich neu.

## Hintergrund
Der Film wurde am 18. Januar 1998 auf dem Slamdance Film Festival uraufgeführt. Die deutsche Erstveröffentlichung auf DVD über KSM erschien am 6. August 2009. Eine Zweitveröffentlichung erschien am 11. Oktober 2010 unter dem Titel Skinheads vs. Hooligans. Beide Versionen sind um 7 Minuten geschnitten. Eine deutschsprachige ungekürzte Veröffentlichung erschien am 31. Mai 2010 exklusiv in Österreich über NSM Records.

## Kritik
Social Outcasts – Gewalt ist ihr Gesetz ist nach Meinung vieler Kritiker kein überzeugender Film. Er bediene zu viele Klischees und die Geschichte sei unoriginell. Zudem wären die schauspielerischen Leistungen miserabel. In der New York Times wurde die Machart des Films kritisiert. Nach Ansicht von A. O. Scott wäre es nicht gerade realistisch, dass auch nur ein Jugendlicher, und sei er auch noch so ideologisch verblendet, freiwillig überhaupt in die Nähe der Hauptpersonen wollen würde. Allerdings lobte Roger Ebert den Film und verglich ihn mit Fight Club. Seiner Ansicht nach sei der Film realistischer und nicht so glattgebügelt, wie das Hollywood-Drama mit Brad Pitt.

„Drastischer Rächerfilm aus dem Milieu großstädtischer Außenseiter, in dem jede Randgruppe jede andere hasst; voller Klischees und mit einem kaum überzeugenden Hauptdarsteller.“